# Champion (Alberta)
Champion è un villaggio del Canada, situato nella provincia dell'Alberta, nella divisione No. 5.